# Erg (entreprise)
 (mars 2021).
La mise en forme du texte ne suit pas les recommandations de Wikipédia : il faut le « wikifier ».
Les points d'amélioration suivants sont les cas les plus fréquents. Le détail des points à revoir est peut-être précisé sur la page de discussion.
- Les titres sont pré-formatés par le logiciel. Ils ne sont ni en capitales, ni en gras.
- Le texte ne doit pas être écrit en capitales (les noms de famille non plus), ni en gras, ni en italique, ni en « petit »…
- Le gras n'est utilisé que pour surligner le titre de l'article dans l'introduction, une seule fois.
- L'italique est rarement utilisé : mots en langue étrangère, titres d'œuvres, noms de bateaux, etc.
- Les citations ne sont pas en italique mais en corps de texte normal. Elles sont entourées par des guillemets français : « et ».
- Les listes à puces sont à éviter, des paragraphes rédigés étant largement préférés. Les tableaux sont à réserver à la présentation de données structurées (résultats, etc.).
- Les appels de note de bas de page (petits chiffres en exposant, introduits par l'outil «  Source ») sont à placer entre la fin de phrase et le point final[comme ça].
- Les liens internes (vers d'autres articles de Wikipédia) sont à choisir avec parcimonie. Créez des liens vers des articles approfondissant le sujet. Les termes génériques sans rapport avec le sujet sont à éviter, ainsi que les répétitions de liens vers un même terme.
- Les liens externes sont à placer uniquement dans une section « Liens externes », à la fin de l'article. Ces liens sont à choisir avec parcimonie suivant les règles définies. Si un lien sert de source à l'article, son insertion dans le texte est à faire par les notes de bas de page.
- La présentation des références doit suivre les conventions bibliographiques. Il est recommandé d'utiliser les modèles {{Ouvrage}}, {{Chapitre}}, {{Article}}, {{Lien web}} et/ou {{Bibliographie}}. Le mode d'édition visuel peut mettre en forme automatiquement les références.
- Insérer une infobox (cadre d'informations à droite) n'est pas obligatoire pour parachever la mise en page.

Pour une aide détaillée, merci de consulter Aide:Wikification.
Si vous pensez que ces points ont été résolus, vous pouvez retirer ce bandeau et améliorer la mise en forme d'un autre article.
 (août 2021).
Si vous disposez d'ouvrages ou d'articles de référence ou si vous connaissez des sites web de qualité traitant du thème abordé ici, merci de compléter l'article en donnant les références utiles à sa vérifiabilité et en les liant à la section « Notes et références ».
Pour les articles homonymes, voir ERG.
Erg S.p.A. est une entreprise italienne présente dans les énergies renouvelables, fondée à Gênes, ayant son siège d’exploitation dans cette même ville. La société est contrôlée par la famille Garrone-Mondini à travers la société de portefeuille italienne San Quirico (environ 56 %) et la société Polcevera (environ 7 %). Elle est cotée à la Bourse de Milan dans l’indice FTSE Italia Mid Cap. Ces dernières années, Erg a achevé une transformation radicale de ses activités, d’opérateur pétrolier pour devenir opérateur sur le marché de la production d'énergie à partir de sources renouvelables et durables.
Erg est en activité dans sept pays. Erg dispose d'une capacité éolienne installée totale de 1,8 GW en Europe, notamment en France, en Allemagne, en Pologne, en Roumanie, en Bulgarie, au Royaume-Uni et en Italie, où Erg est désormais le principal opérateur de ce secteur[réf. nécessaire], en figurant également parmi les dix premiers acteurs d’énergie éolienne terrestre en Europe. Erg est également actif dans la production d'énergie hydroélectrique (527 MW), photovoltaïque (140 MW) et thermoélectrique à faible impact environnemental (480 MW)[réf. nécessaire].
La transformation d’Erg a entraîné une baisse du CO2 produit par ses activités de 88 % au cours des dix dernières années[réf. nécessaire].

## Histoire

### Année 1938 - Les origines
Le 2 juin 1938, Edoardo Garrone fonde son entreprise individuelle pour « le commerce des produits dérivés de la transformation du pétrole et du goudron ». La société, devenue raffinerie après la première guerre mondiale, choisit comme marque de fabrique un dé (en italien « dado », de « Dado », diminutif affectueux d'Edoardo)[réf. nécessaire] sur les faces duquel est reproduit un acronyme de trois lettres, les initiales d'Edoardo Raffinerie Garrone, en acronyme Erg.
En 1947, la production de la Raffinerie de San Quirico à Gênes commence. Tout de suite après la Deuxième Guerre mondiale, dans un pays qu’il faut entièrement reconstruire, le grand besoin d’énergie fait du pétrole la source énergétique la plus appropriée pour répondre aux exigences nationales. Grâce à la conjoncture favorable et à la bonne position géographique des usines, l'activité de raffinage devient stratégique pour Erg.
En 1956 est conclu le premier accord international avec British Petroleum qui, par la suite et pendant plusieurs années, détiendra une participation minoritaire dans le capital-actions d’Erg.
En 1971, Erg, avec d'autres groupes privés, rejoint l’actionnariat d'ISAB (Industria Siciliana Asfalti e Bitumi), une société née pour construire une grande raffinerie en Sicile, et qui commence à produire en 1975 (ISAB de Priolo). En 1985, en prévision de la fermeture de la raffinerie de San Quirico à Gênes, Erg prend le contrôle d'ISAB avec une participation qui augmente au fil des ans, jusqu’à atteindre 100 % en 1997.

### 1984 - Croissance du Réseau Erg
Après avoir développé son activité principalement dans le secteur du raffinage, à travers sa filiale Erg Petroli, l'entreprise génoise commence à se développer au niveau national aussi dans le secteur de la distribution de carburants.
En 1984 elle acquiert les 780 usines d'ELF Italiana, et en 1986 les 1700 stations-service de Chevron Oil Italiana.

### 1997 - La cotation en Bourse
Erg s’apprête à entrer en Bourse en rationalisant sa structure d'entreprise et en se concentrant de manière décisive sur son activité principale dans le domaine de l'énergie. L'objectif est de créer les conditions d'un financement plus efficace de sa nouvelle phase de développement. En octobre 1997, les actions d’Erg sont admises à la cote de la Bourse électronique italienne.

### Les années 2000 - De société pétrolière à sociétémulti-energy
En 2000, Erg commence à produire de l'électricité à travers ISAB Energy (en joint-venture avec Edison Mission Energy), avec une capacité de 528 MW et une production estimée à environ 4 milliards de kWh par an.
L'objectif est de construire la première usine italienne de regazéification des huiles brutes pour produire de l'électricité : ce projet industriel innovant est financé en recourant à un Project Financing d'environ 1 900 milliards de lires italiennes, pour la première fois en Italie.
De compagnie pétrolière, Erg devient une compagnie « multi-energy ».
Quelques années plus tard est créé, en octobre 2002, Erg Raffinerie Mediterranee, une société chargée de la gestion de l'un des complexes de raffinage les plus importants et performants d'Europe, issu de l’union et de l'intégration de la Raffinerie ISAB d'Erg avec l'ancienne raffinerie Agip, toutes les deux situées à Priolo (SR).
L'intégration des deux raffineries se fait par la construction d'un système d'oléoducs et d'autres mesures d’adaptation et d’amélioration de l'efficacité de production et de la compatibilité environnementale, afin de permettre à la nouvelle entreprise d'atteindre un très haut niveau de compétitivité sur la scène internationale.
Vers la fin de 2002, Alessandro Garrone est nommé administrateur délégué d’Erg. En 2003 Riccardo Garrone, après quarante ans, quitte la présidence d’Erg. Son fils aîné Edoardo le remplace.
En 2004 naît la Fondation Edoardo Garrone, évolution naturelle de l'engagement des familles Garrone et Mondini et du Groupe Erg dans les domaines social et culturel. L'objectif de la Fondation est de contribuer concrètement à la diffusion, à l'appréciation et à la compréhension de la culture, de l'art et de la science, ainsi que de coopérer activement à des projets éthiques et de solidarité sociale.
En 2005 le titre Erg est intégré dans l'indice Midex du segment Blue-Chips de la Bourse Italienne. Le passage du segment Star au segment Blue-Chips s'est opéré à la suite de l'augmentation significative de la capitalisation boursière du titre.

### Depuis 2006 - Les énergies renouvelables
Erg acquiert EnerTAD S.p.A., société cotée à la Bourse de Milan, qui construit et gère des installations de production d'électricité d'origine éolienne.
Cette opération marque l'entrée dans le secteur des énergies renouvelables, dans le cadre de la stratégie multi-energy entreprise. Par la suite, Enertad change sa propre raison sociale pour devenir Erg Renew.
2008 est l'année de l'accord avec Lukoil, l'un des accords les plus importants signés dans l'histoire du groupe. Par la constitution d’ISAB, détenue à 51 % par Erg et à 49 % par Lukoil, s’établit un partenariat solide dans les activités de raffinage et dans la gestion de la Raffinerie ISAB de Priolo.
Entre 2008 et 2015, Erg traverse un processus profond de transformation, qui l'amène à désinvestir du secteur du pétrole pour réinvestir dans celui des énergies renouvelables.
En sept ans, entre 2008 et 2014, l’entreprise désinvestit des actifs pour 3,3 milliards d'euros, et réinvestit 3,9 milliards d'euros dans des activités renouvelables.
Pendant ces années, elle désinvestit des actifs liés au pétrole : elle crée la joint-venture TotalErg, quitte le raffinage côtier avec la vente de la raffinerie ISAB, vend la centrale ISAB Energy et le réseau de carburants Erg Oil Sicilia.
Simultanément elle réinvestit dans des actifs de production d'énergie propre : elle se développe dans l'énergie éolienne en Italie et à l'étranger par des acquisitions et la construction de nouvelles centrales, elle démarre la nouvelle centrale de cogénération à haut rendement au gaz naturel, elle entre dans le secteur de la production d'énergie hydraulique en achetant le Centre hydroélectrique de Terni.
En 2013, grâce à Erg Renew, l’entreprise devient le premier opérateur éolien en Italie avec une puissance installée de 1 087 MW, et figure au nombre des dix premiers opérateurs en Europe avec 1 340 MW.
La même année voit la naissance d’Erg Renew Operations & Maintenance, pour les activités d'exploitation et d’entretien des parcs éoliens.
En février 2016 Erg débarque sur un nouveau marché éolien étranger, celui du Royaume-Uni, en acquérant un projet pour la construction d'un parc éolien en Irlande du Nord (45 MW) et en finalisant l'acquisition de onze parcs éoliens en France et de six en Allemagne (206 MW). Le total des MW installés en Europe s'élève à 1 721.
En novembre 2017, Erg a signé l'accord de cession de sa participation dans TotalErg au Gruppo API; cette opération a marqué la sortie définitive de l'activité pétrolière, et a permis de renforcer encore plus la structure financière, au profit du développement des énergies renouvelables.
La même année, Erg a signé l'accord pour l'acquisition de 30 centrales photovoltaïques pour 89 MW, réparties dans 8 régions italiennes, ce qui lui permet d’ajouter un autre élément important à son portefeuille technologique.
Le développement dans le secteur solaire s'est poursuivi en 2018, pour constituer Erg Q Solar1, dans le but de consolider le marché photovoltaïque italien, et en achetant d’autres centrales photovoltaïques, pour 51,4 MW, à Montalto di Castro (Viterbo).
En août 2021, Enel annonce l'acquisition d'activités hydroélectrique représentant une capacité de 527 MW appartenant à Erg pour 1 milliard d'euros.